# Tiro ai Giochi della VII Olimpiade - Carabina militare a terra 300/600m a squadre
La competizione della carabina militare a terra 300/600m a squadre  di tiro a segno ai Giochi della VII Olimpiade si tenne il giorno 29 luglio 1920 a Camp de Beverloo, Leopoldsburg.

## Risultati
5 uomini per squadra. Distanze 300 e 600 metri. Ciascun tiratore sparava 10 colpi in posizione prona da ciascuna distanza.
| Pos.    | Nazione        | Concorrenti                                                                                                | Punti |
| ------- | -------------- | --- | ----- |
| Oro     | Stati Uniti    | Joe Jackson Willis Lee Oliver Schriver Lloyd Spooner Carl Osburn                                           | 573   |
| Argento | Norvegia       | Otto Olsen Østen Østensen Olaf Sletten Albert Helgerud Jacob Onsrud                                        | 565   |
| Bronzo  | Svizzera       | Werner Schneeberger Joseph Jehle Weibel Fritz Kuchen Eugen Addor                                           | 563   |
| 4       | Francia        | Léon Johnson Achille Paroche Émile Rumeau André Parmentier Georges Roes                                    | 563   |
| 5       | Sudafrica      | David Smith Robert Bodley Ferdinand Buchanan George Harvey Fred Morgan                                     | 560   |
| 6       | Svezia         | Erik Blomqvist Mauritz Eriksson Hugo Johansson Bror Andreasson Gustaf Adolf Jonsson                        | 558   |
| 7       | Grecia         | Iōannīs Theofilakīs Alexandros Theofilakīs Konstantinos Kephalas Vassilios Xylinakis Emmanuel Peristerakis | 553   |
| 8       | Cecoslovacchia | Rudolf Jelen Robert Suchada Václav Kindl Josef Linert Antonín Brych                                        | 536   |
| 9       | Italia         | Riccardo Ticchi Raffaele Frasca Camillo Isnardi Alfredo Galli Sem De Ranieri                               | 527   |
| 10      | Finlandia      | Veli Nieminen Kalle Lappalainen Magnus Wegelius Voitto Kolho Vilho Vauhkonen                               | 524   |
| 11      | Portogallo     | Hermínio Rebelo António dos Santos António Ferreira António Martins Dário Cannas                           | 519   |
| 12      | Spagna         | José Benito López Antonio Bonilla Domingo Rodríguez Luis Calvet Antonio Moreira                            | 510   |
| 13      | Paesi Bassi    | Gerard van den Berg Antonius Bouwens Herman Bouwens Cornelis van Dalen Jan Brussaard                       | 495   |
| 14      | Belgio         | Paul Van Asbroeck Conrad Adriaenssens Arthur Balbaert François Ceulemans Joseph Haesaerts                  | 469   |